# Eurytoma punctulata
Eurytoma punctulata is een vliesvleugelig insect uit de familie Eurytomidae. De wetenschappelijke naam is voor het eerst geldig gepubliceerd in 1841 door Förster.